# William Kelly Prentice
William Kelly Prentice (* 28. Oktober 1871 in New York City; † 13. Dezember 1964 in Princeton, New Jersey) war ein US-amerikanischer Klassischer Philologe.

## Leben
William Kelly Prentice, der Sohn des Anwalts William Packer Prentice, studierte von 1887 bis 1892 Klassische Philologie an der Princeton University. Nach dem Bachelor-Abschluss arbeitete er als Undermaster an der Lawrenceville School, vertiefte seine Studien am Princeton Theological Seminary (1893–1894) und hielt sich ein Semester an der Universität Marburg auf. Nach seiner Rückkehr wurde er 1894 als Dozent an der Princeton University angestellt, wo er 1895 die Master-Prüfung ablegte. Ein weiterer Studienaufenthalt führte ihn an die Universität Halle. Dort studierte er von 1897 bis 1899 und erreichte 1900 auch seine Promotion zum Dr. phil. In Halle freundete er sich mit dem deutschen Orientalisten Enno Littmann an. Damit ergab sich für Littmann eine nachhaltige Beziehung zur Princeton University. Von 1899 bis 1900 nahmen er und Littmann an der ersten durch den amerikanischen Archäologen Howard Crosby Butler veranlassten und durch die Princeton University finanzierten archäologischen Expedition nach Syrien teil. Auch bei der zweiten Expedition Butlers nach Syrien, von 1904 bis 1905, waren er und Littmann dabei.
In Princeton wurde Prentice zum Professor of Greek ernannt. Im Jahr 1908/1909 war er Annual Professor der American School of Classical Studies at Athens, im Jahr 1917/1918 Sather Professor an der University of California, Berkeley, von 1921 bis 1929 Mitglied des American Council of Learned Societies. Die letzten zwei Jahre seiner aktiven Laufbahn (1938–1940) war er Ewing Professor of Greek Language and Litterature in Princeton.
Prentice’ Forschungsschwerpunkte deckten sich mit den Schwerpunkten seiner Forschung: Er beschäftigte sich mit griechischer Geschichtsschreibung, Tragödie und Epigraphik. Seine Publikationen behandeln besonders griechische Inschriften und deren symbolische und semiotische Deutung. Außerdem veröffentlichte er populäre Schriften zum griechischen Drama und eine Chronik der Familie Prentice, die acht Generationen bis in die Zeit der Gründerväter zurückreicht.